# Bäcklav
Bäcklav (Dermatocarpon luridum) är en lavart som först beskrevs av William Withering, och fick sitt nu gällande namn av J. R. Laundon. Bäcklav ingår i släktet Dermatocarpon och familjen Verrucariaceae.  Arten är reproducerande i Sverige. Inga underarter finns listade i Catalogue of Life.

## Källor

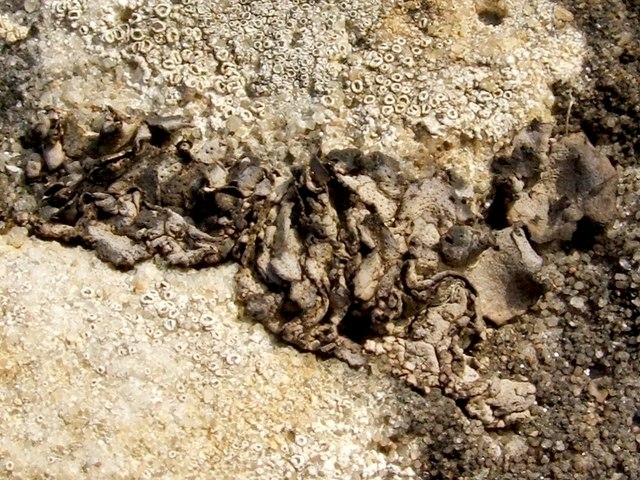
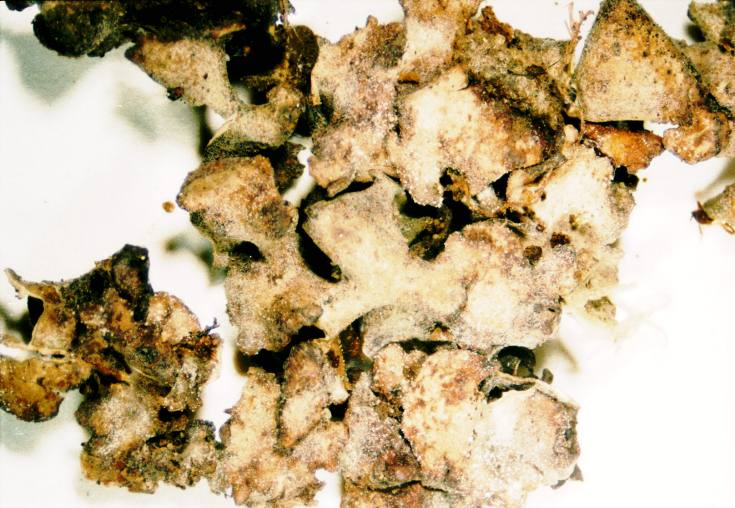
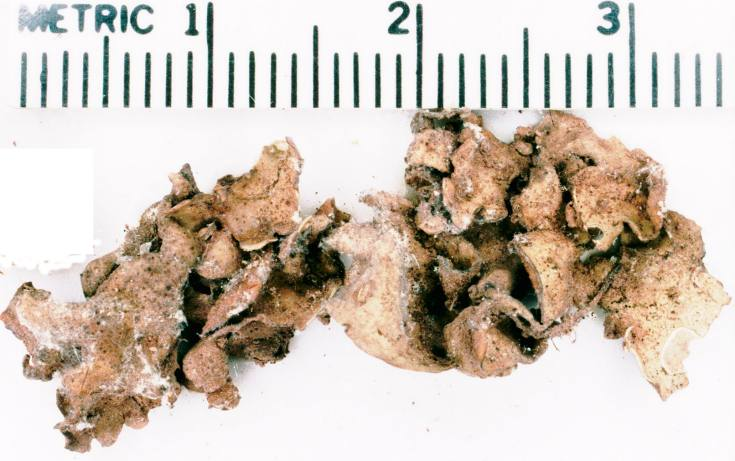
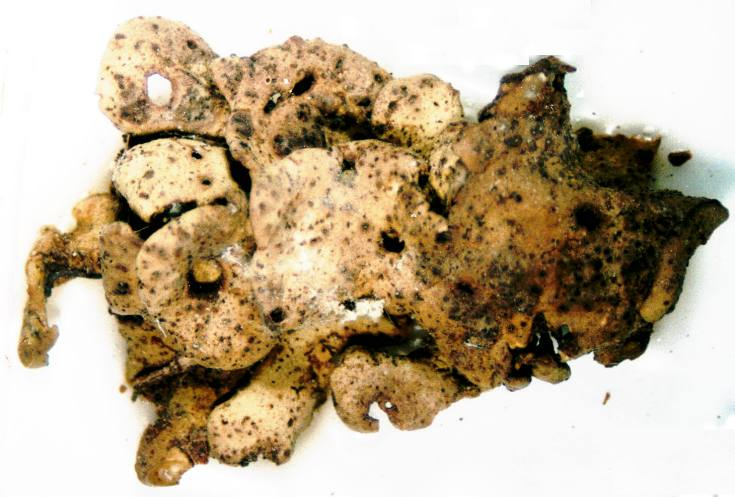
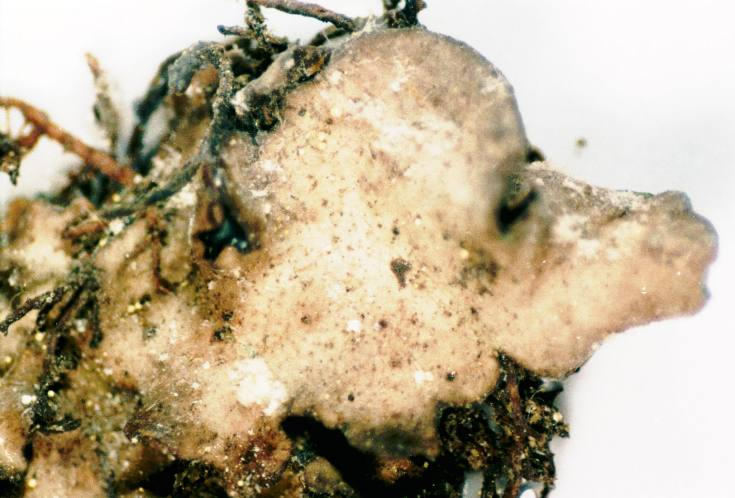
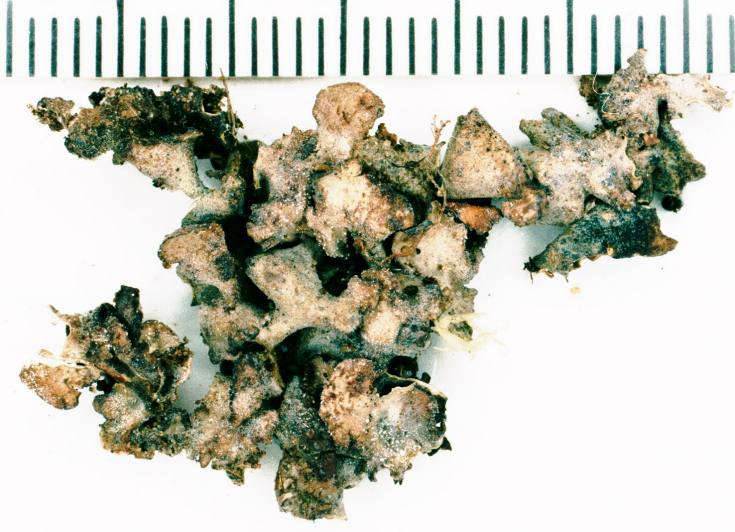